# ألكسندر كروم براون
ألكسندر كروم براون (بالإنجليزية: Alexander Crum Brown)‏ (26 مارس 1838 – 28 أكتوبر 1922) عالم كيمياء عضوية اسكتلندي وزميل الجمعية الملكية في إدنبرة وزميل الجمعية الملكية البريطانية.

## سيرته
ولد ألكسندر كروم براون في إدنبرة، وهو ابن القس الدكتور جون براون كاهن كنيسة بروتون بليس الواقعة في شرق مدينة إدنبرة الجديدة ومارجريت فيشر كروم وهو الأخ غير الشقيق للطبيب والكاتب جون براون. درس براون لخمس سنوات في المدرسة الثانوية الملكية في إدنبرة، ولسنة بعدها في مدرسة ميل هول في لندن. في سنة 1854 م، التحق بجامعة إدنبرة حيث درس الفنون أولاً، ثم الطب بعد ذلك. حاز براون على ميدالية ذهبية في الكيمياء والفلسفة الطبيعية، وتخرج سنة 1858 م. ثم واصل دراسته في الطب، وتخرج وحصل على درجته العلمية سنة 1861 م. خلال الوقت نفسه، سجل نفسه في جامعة لندن، وفي سنة 1862 م أصبح أول من يحصل على درجة الدكتوراه في العلوم من جامعة لندن. ثم سافر إلى ألمانيا لدراسة الكيمياء، بدايةً على يد روبرت بنسن في جامعة هايدلبرغ، ثم في جامعة ماربورغ على يد هيرمان كولبة.
وفي سنة 1863 م، عاد إلى جامعة إدنبرة ليُحاضر في الكيمياء. وفي سنة 1865 م، أصبح عضوًا في كلية الأطباء الملكية، وأصبح أستاذ للكيمياء في 1869 م بتوصية من كيميائيين شهيرين أمثال باير وبيلشتاين وبونسين وبوتليروف وإيرلينماير وهوفمان وكولبة وفولهارد وفولر، وهو المنصب الذي ظل يشغله حتى وفاته. وتكريمًا له، أطلقت جامعة إدنبرة اسمه على كرسي الكيمياء في الجامعة سنة 1967 م.
انتخب براون عضوًا في الجمعية الملكية في إدنبرة سنة 1863 م، وأصبح نائبًا لرئيسها بين سنتي 1905-1911 م. ورغم ضعف جسده، كان براون يقضي معظم أجازاته في تسلق المرتفعات في أوروبا، وكان نادرًا ما يمرض. تزوج براون مبكرًا من جين بيلي بورتر. وظل نشطًا فكريًا حتى وفاته في إدنبرة سنة 1922 م، ودُفن في الجهة الجنوبية من مقبرة دين.

## الجدول حول منحة هوب لسنة 1870
كانت منحة هوب تُمنح كل سنة للطلاب الأربعة الذين يحصلون على الدرجات الأعلى في اختبارات الفصل الدراسي الأول في الكيمياء من المرة الأولى في جامعة إدنبرة. كما كانت لهم حرية استخدام محتويات المعمل في الفصل الدراسي التالي. في سنة 1870 م، كانت إديث بيتشي واحدة من أول سبع فتيات تسجّل أنفسهن في جامعة إدنبرة، ونالت الترتيب الثالث في فصلها، بعد شابين خضعها للامتحان مرتين، لذا وفقًا لشروط المنحة كان لها الأحقية قبلهما. وخوفًا من استفزاز مشاعر الطلاب الذكور في كلية الطب إن مُنحت المنحة لفتاة، منح براون المنحة لطلبة ذكور جاؤوا بعدها في الترتيب. كان لتلك القضية تبعاتها، فأصبحت قضية رأي عام حول الصعوبات التي تعاني منها مجموعة الفتيات الصغيرة اللاتي يدرسن في كلية الطب في إدنبرة.
كتبت جريدة التايمز: «منحت الآنسة بيتشي بنات جنسها الأمل بعد أن أظهرت قدرة الفتيات على منافسة الشبان في منافسة مفتوحة، إلا أن المزاجية والمجاملة أصابوها بخيبة الأمل.»

## أبحاثه
كان براون رائدًا في تطويره لنظام يمكن من خلاله تمثيل المركبات الكيميائية في رسومات بيانية. في سنة 1864 م، بدأ في رسم صور للجزيئات حيث وضع الرموز الكيميائية للذرات في دوائر، واستخدم خطوط متقطعة للتوصيل بينها بطريقة يعادل بها تكافؤ كل ذرة. ونشر طريقته سنة 1864 م، وأعيد طباعتها سنة 1865 م.
ورغم عدم ممارسته للطب، إلا أن دراسته للطب منحته اهتمامًا بعلمي وظائف الأعضاء والأدوية، مما دفعه للتعاون مع تي. آر. فريزر خريج الطب المتميز الذين يصغره بسنوات خلال سنتي 1867-1868 م في العمل الرائد الذي ربطوا فيه بين أهمية المركبات الكيميائية ووظائف الأعضاء. قام الثنائي بدراسة ومقارنة تأثير التفاعل الكيميائي لمادة معروفة نتائج تفاعلها الكيميائي على أعضاء الجسم قبل وبعد التفاعل. اكتشف براون الرابطة المضاعفة للكربون في الإيثيلين، التي كان لها آثارها الهامة على صناعة البلاستيك الحديثة. كما كانت له اسهاماته الهامة في علم الأدوية وعلم وظائف الأعضاء والصوتيات والرياضيات وعلم البلورات.
في سنة 1912 م، اكتشف دور الكيروجين في انحلالية المادة العضوية في السجيل الزيتي.

## روابط خارجية
- ألكسندر كروم براون على موقع الموسوعة البريطانية (الإنجليزية)